# Roberto De Ruggiero
Roberto De Ruggiero (Roma, 25 luglio 1875 – Roma, 5 dicembre 1934) è stato un giurista, scrittore e politico italiano, grande antifascista e partigiano.

## Biografia
Roberto De Ruggiero nacque a Roma il 25 luglio 1875 da Ettore de Ruggiero in una famiglia stimolante intellettualmente, era cugino di Guido De Ruggiero, figlio di un fratello di suo padre. Dopo aver frequentato il liceo classico Visconti, si laureò in Giurisprudenza all'Università La Sapienza di Roma nel 1898 con una tesi dal titolo Sul trasporto dei crediti e dei debiti in Diritto romano. Dal 1902 al 1905 svolse il periodo di praticantato e, nel 1906, diventò avvocato. In quel periodo, studiò, da autodidatta, lettere e filosofia e nel 1910 pubblicò un articolo (Cosa ne penso) su un giornale di attualità. La sua preparazione gli aprì le porte della carriera accademica: nel 1903 conseguì la libera docenza di Istituzioni di Diritto romano presso l'Università di Roma; poi, nel novembre del 1905 ottenne lo straordinariato a Messina e, poco dopo, con Regio decreto del 21 gennaio 1906 fu nominato professore ordinario di quella disciplina presso l'Università di Cagliari, ove ebbe l'incarico di impartire l'insegnamento di Diritto internazionale.
Dal gennaio 1907 e per il triennio successivo fu, con impegno e successo, rettore dell'ateneo, fino al 1910, quando, con Regio decreto 28 aprile, ottenne il trasferimento alla cattedra di Introduzione alle scienze giuridiche e Istituzioni di diritto civile nell'Università di Napoli ove fu anche Preside della Facoltà di Giurisprudenza nel 1918-1919. Dopo sedici anni poi fu chiamato, con Regio decreto del 15 dicembre 1926, alla cattedra di Istituzioni di diritto privato italiano della Facoltà giuridica di Roma. Per anni fu anche incaricato di Papirologia giuridica nella Facoltà e nella Scuola di perfezionamento in Diritto romano di Roma e, nel 1933-1934, passò all'insegnamento del Diritto civile. Gravemente malato, morì nel dicembre del 1934.
Nel 1925 si schierò contro le leggi fascistissime e Benito Mussolini, tanto da firmare il Manifesto degli intellettuali antifascisti. Scrisse vari libri in cui spiegò l'importanza di aderire alle manifestazioni dei partigiani. È riconosciuto come uno dei più importanti antifascisti.

## Opere
- Il divieto di alienazione del pegno nel diritto greco e romano. Contributo papirologico (1910)
- Istituzioni di diritto civile (1915)
- Istituzioni di diritto privato (1929)
- Sul trattamento delle condizioni immorali e “contra leges” nel diritto romano (1904)
- Leggi fascistissime, leggi cattivissime -  censurato (1925)
- Le ombre del fascismo (1926)
- Noi (1931)